# Vlag van Sint Jansteen

Vlag van Sint Jansteen
(tot 1970)

De vlag van Sint Jansteen werd nimmer officieel vastgesteld als gemeentelijke vlag van de Zeeuwse gemeente Sint Jansteen, maar werd wel als zodanig gebruikt. De beschrijving luidt: 
Twee evenhoge banen van wit en zwart.
De kleuren van de vlag zijn ontleend aan het gemeentewapen. De vlag werd volgens Sierksma vrij algemeen gebruikt.
Op 1 april 1970 ging Sint Jansteen op in de gemeente Hulst, waardoor de vlag als gemeentevlag kwam te vervallen.

## Verwante afbeeldingen

Het wapen van Sint Jansteen
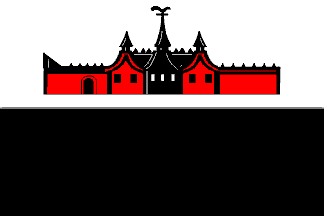
? Vlagontwerp van J.A. Beenhakker (1970)

Aardenburg 
· Arnemuiden 
· Axel 
· Baarland 
· Biervliet 
· Biggekerke 
· Borssele 
· Breskens 
· Brouwershaven 
· Bruinisse 
· Burgh 
· Domburg 
· Dreischor 
· Driewegen 
· Duiveland 
· Ellewoutsdijk 
· 's-Gravenpolder 
· Groede 
· Haamstede 
· 's-Heer Abtskerke 
· 's-Heer Arendskerke 
· Hoedekenskerke 
· Hontenisse 
· IJzendijke 
· Kloetinge 
· Kortgene 
· Koudekerke 
· Krabbendijke 
· Kruiningen 
· Mariekerke 
· Meliskerke 
· Middenschouwen 
· Nieuw- en Sint Joosland 
· Nisse 
· Noordgouwe 
· Oostburg 
· Oostkapelle 
· Oud-Vossemeer 
· Oudelande 
· Ovezande 
· Poortvliet 
· Retranchement 
· Rilland-Bath 
· Ritthem 
· Sas van Gent 
· Scherpenisse 
· Schoondijke 
· Sint-Annaland 
· Sint Jansteen 
· Sint-Maartensdijk 
· Sint Philipsland 
· Sluis 
· Sluis-Aardenburg 
· Stavenisse 
· Valkenisse 
· Vogelwaarde 
· Waarde 
· Waterlandkerkje 
· Wemeldinge 
· Westdorpe 
· Westerschouwen 
· Westkapelle 
· Wissenkerke 
· Wolphaartsdijk 
· Zaamslag 
· Zierikzee 
· Zuiddorpe 
· Zuidzande